# Murera
Murera är ett vattendrag i Burundi.   Det ligger i provinsen Rutana, i den centrala delen av landet, 90 km sydost om huvudstaden Bujumbura.
I omgivningarna runt Murera växer huvudsakligen savannskog. Runt Murera är det ganska tätbefolkat, med 207 invånare per kvadratkilometer.